# Quillacinga
Quillacinga o quillasinga es un pueblo indígena originario de los actuales municipios de Pasto, Sandoná, La Florida, Chachagüí, Consacá, Tangua y La Cruz, en el departamento colombiano de Nariño. En quichua significa «nariz de luna». Tenían un patrón de asentamientos disperso y ocupaban varios pisos térmicos. Se constituían en grupos autónomos con amplia movilidad. Según Sañudo, hay pruebas de que poseían una lengua autóctona.

## Historia
Se sabe que existieron unos pueblos entre el norte de Funes y el río Mayo, entre el río Guáitara y Sibundoy, a quienes se los denominó Quillacingas. Los Quillacingas ocupaban desde la margen derecha del Guáitara, el Valle de Atriz, el valle del río Juanambú, desde donde se extendieron hasta las partes altas y medias del río Mayo. El área de asentamiento quillacinga se caracteriza por la amplia difusión de petroglifos y pictogramas. Decoraban objetos de madera con una resina, actualmente conocida como Barniz de Pasto, obtenida del arbusto silvestre llamado mopa-mopa (Elaeagia pastoensis). Eran cultivadores del maíz y enterraban a sus muertos con pompa. Intercambiaban sus productos con los indios Pasto y aprovechaban la verticalidad de las laderas que habitaban para el intercambio de productos.
La Conquista por los españoles los desmembró y los separó arbitrariamente. Pedro de Puelles por mandato de Sebastián de Belalcázar, hizo con ellos guerras prolongadas. 
Desde la fundación española de Pasto, para el trabajo en las haciendas de los conquistadores y en las minas, se realizó la distribución de los indígenas en encomiendas, que eran alrededor de 32 en 1559. De 23 240 Quillacingas tributarios en 155, quedaban 8336 en 1590. Como resultado de los procesos de poblamiento del Valle de Atrís, las comunidades nativas que allí vivían fueron paulatinamente marginadas hacia las periferias del valle. La reducción de la población nativa llevó a la corona a la creación mediante cédula real de los resguardos indígenas desde finales del siglo XVI.
El Decreto Ley 1421 del Ministerio de Economía Nacional estableció las medidas tendientes a facilitar la disolución de los resguardos indígenas. Aunque con la oposición de comuneros de La Laguna, Obonuco y Catambuco, entre 1943 y 1958 se parcelaron 19 resguardos quillacingas extinguidos. En 1999 el Ministerio de Interior reconoció la comunidad quillacinga de El Encano y en 2009 la de Jenoy, ambas en jurisdicción del municipio de Pasto, al identificar su ascendencia amerindia y conciencia de identidad.